# Halesa festinans
Halesa festinans är en tvåvingeart som beskrevs av Jean-Baptiste Robineau-Desvoidy 1863. Halesa festinans ingår i släktet Halesa och familjen parasitflugor.
Artens utbredningsområde är Frankrike.